# إريك لوند (مخرج)
إريك لوند (بالألمانية: Erik Lund)‏ هو منتج أفلام ومخرج ألماني، ولد في 16 سبتمبر 1893 في برلين في ألمانيا، وتوفي في 1935.

## وصلات خارجية
- إريك لوند على موقع IMDb (الإنجليزية)
- إريك لوند على موقع قاعدة بيانات الأفلام السويدية (السويدية)
- إريك لوند على موقع كينوبويسك (الروسية)